# Niemand
Niemand (ted. Nessuno) è l'unico b-side della band tedesca OOMPH!. La copertina ritrae Dero in centro ad una stanza tondeggiante e Crap e Flux nei due angoli. I loro occhi sono celati da una striscia nera aggiunta successivamente.

## Tracce[1]
1. Niemand
2. Niemand (Tyranno Remix)
3. Niemand (La Floa Maldita Remix)
4. Swallow (Unplugged Version)

## Video
Il video sembra una parte di un film in bianco e nero su un uomo che cerca il suo amore o vuole trovare una donna e viene ripetutamente illuso dai suoi desideri. Le parti del video vengono interrotte dalla band che suona.